# Homalanthus stokesii
Homalanthus stokesii är en törelväxtart som beskrevs av F.Brown. Homalanthus stokesii ingår i släktet Homalanthus och familjen törelväxter. Inga underarter finns listade i Catalogue of Life.